# Spoorlijn Saarbrücken Rangierbahnhof - Saarbrücken-Burbach
De spoorlijn Saarbrücken Rangierbahnhof - Saarbrücken-Burbach is een Duitse spoorlijn in Saarland en is als spoorlijn 3260 onder beheer van DB Netze. De lijn loopt vanaf de aansluiting W127 in Saarbrücken Rangierbahnhof tot aan de aansluiting W85 bij Saarbrücken-Burbach.

## Geschiedenis
Het traject werd door de Preußische Staatseisenbahnen geopend op 16 november 1852.  

## Treindiensten
De lijn is alleen in gebruik voor goederenvervoer.

## Aansluitingen
In de volgende plaatsen is of was er een aansluiting op de volgende spoorlijnen:
Saarbrücken Rangierbahnhof
DB 3234, spoorlijn tussen de aansluiting Saardamm en Saarbrücken Rangierbahnhof
DB 3238, spoorlijn tussen de aansluiting Saarbrücken West en Saarbrücken Rangierbahnhof
DB 3261, spoorlijn tussen Saarbrücken Rangierbahnhof W1 en Saarbrücken Hauptbahnhof W45
DB 3262, spoorlijn tussen Saarbrücken Rangierbahnhof W32 en Saarbrücken Hauptbahnhof W4
DB 3263, spoorlijn tussen Dudweiler en Saarbrücken Rangierbahnhof
DB 3264, spoorlijn tussen Saarbrücken Rangierbahnhof W175 en Saarbrücken Hauptbahnhof W102
DB 3265, spoorlijn tussen Saarbrücken Rangierbahnhof W180 en W251
aansluiting Saarbrücken West
DB 3242, spoorlijn tussen Saarbrücken-Schleifmühle en de aansluiting Saarbrücken West
Saarbrücken-Burbach
DB 3220, spoorlijn tussen Saarbrücken-Burbach en de aansluiting Saardamm
DB 3221, spoorlijn tussen Saarbrücken-Malstatt en Saarbrücken von der Heydt
DB 3224, spoorlijn tussen Saarbrücken-Burbach en Saarbrücken Kohlenbahnhof
DB 3230, spoorlijn tussen Saarbrücken en Karthaus

## Elektrificatie
Het traject werd in 1969 geëlektrificeerd met een wisselspanning van 15.000 volt 16 2/3 Hz.